# مجلس شيوخ جمهورية التشيك
مجلس شيوخ جمهورية التشيك (بالإنجليزية: Senate of the Czech Republic)‏   هو الهيئة التشريعية في التشيك، الذي تأسس في 1996، ويتكون من 81  مقعدًا، وهو المجلس الأعلى في برلمان التشيك.

## طالع أيضًا
- برلمان التشيك